# Crambixon zarathustra
Crambixon zarathustra är en fjärilsart som beskrevs av Stanislas Bleszynski 1965. Crambixon zarathustra ingår i släktet Crambixon och familjen Crambidae. Inga underarter finns listade i Catalogue of Life.